# Carmen Leyte
María del Carmen Leyte Coello (Vigo, 3 de diciembre de 1953) es una médica y política española, miembro del Senado desde 2008 en representación de la provincia de Orense.
Leyte había sido alcalde de Cartelle entre 1991 y 2017. Es miembro del conservador Partido Popular. El 12 de marzo de 2020, durante el brote de coronavirus en curso, se confirmó que había dado positivo por SARS-CoV-2.